# Musée Provincial des Arts anciens du Namurois
TreM.a of het Musée provincial des Arts anciens du Namurois (Nederlands: Provinciaal museum van de oude kunst uit de streek van Namen) is een museum in de Belgische stad Namen. Het is gevestigd in het Hôtel de Gaiffier d'Hestroy de Tamison, een patriciërswoning uit het tweede kwartaal van de 18e eeuw. Paule d'Haese schonk het gebouw in 1950 aan de Provincie Namen indien men het zou inrichten als museum. Naast de kerkschat van Oignies (13e eeuw) is hier ook sedert 1964 een collectie te zien van de Société archéologique de Namur.
Het museum bezit een aantal kunststukken uit de middeleeuwen en de renaissance waaronder schenkingen van de Koning Boudewijnstichting. Schilderijen van Herri met de Bles; ook dinanderieën en voorwerpen uit messing uit Dinant zijn er tentoongesteld. Daarnaast zijn er beeldhouwwerken met religieuze context te zien, retabels, schilderkunst op glas, goudborduursels, glaswerk en voorwerpen die te maken hebben met middeleeuwse gilden.
Enfant endormi van de Naamse beeldhouwer Pierre François Le Roy wordt hier tentoongesteld.

## Galerij

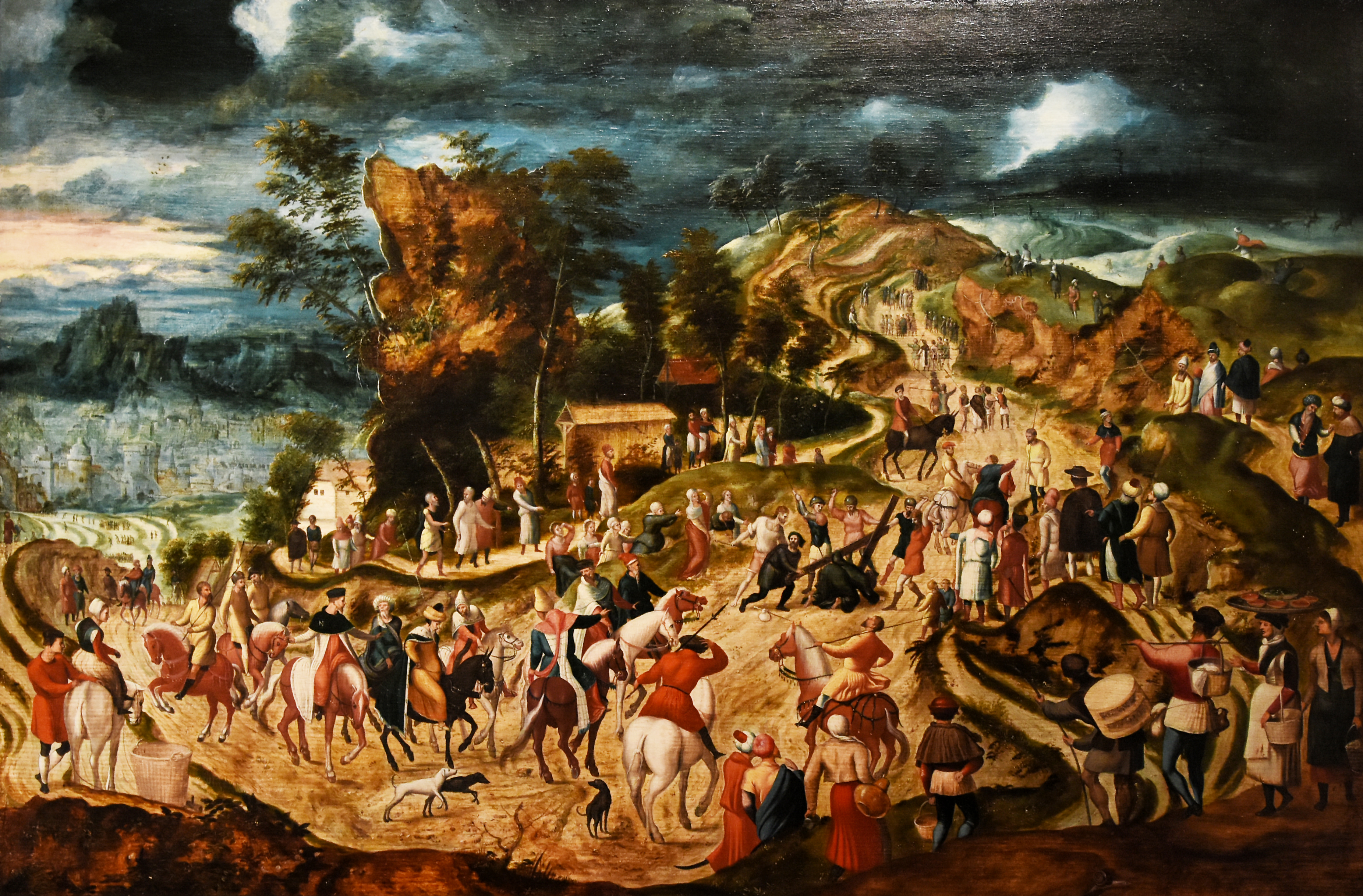
Kruisweg van Herri met de Bles
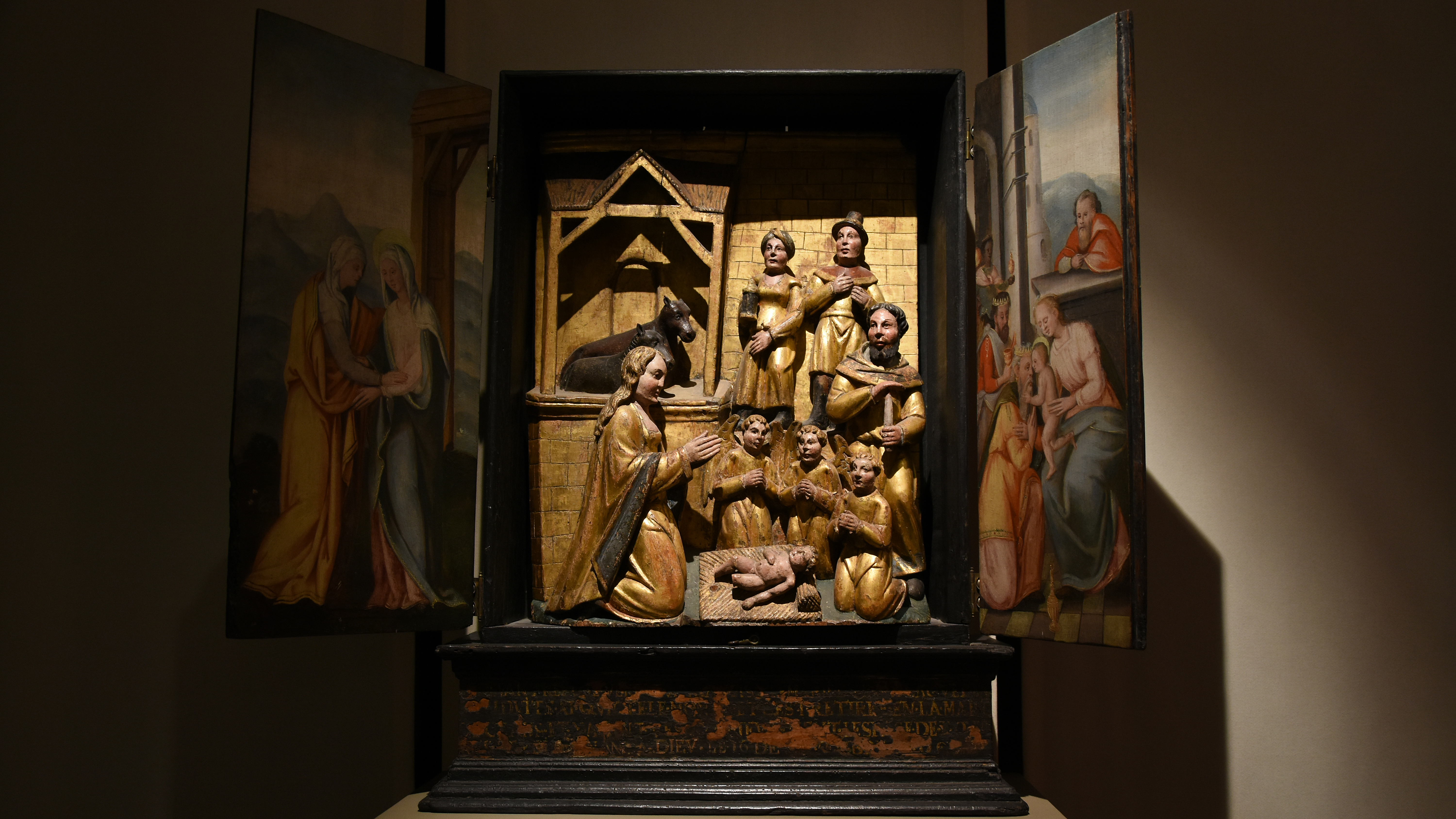
16e-eeuws retabel uit Rochefort
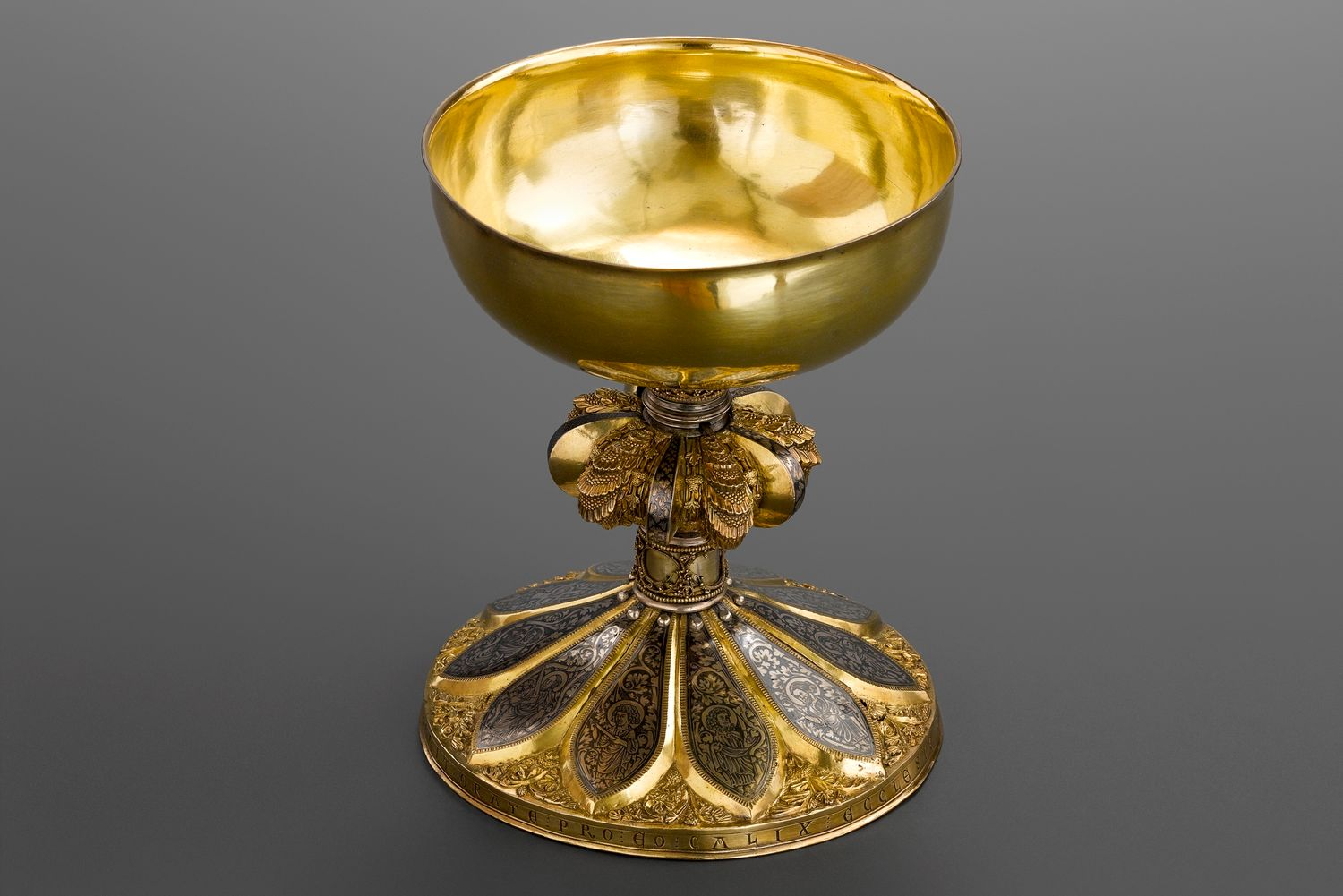
De kelk van de kerkschat van Oignies, gesigneerd door Hugo van Oignies
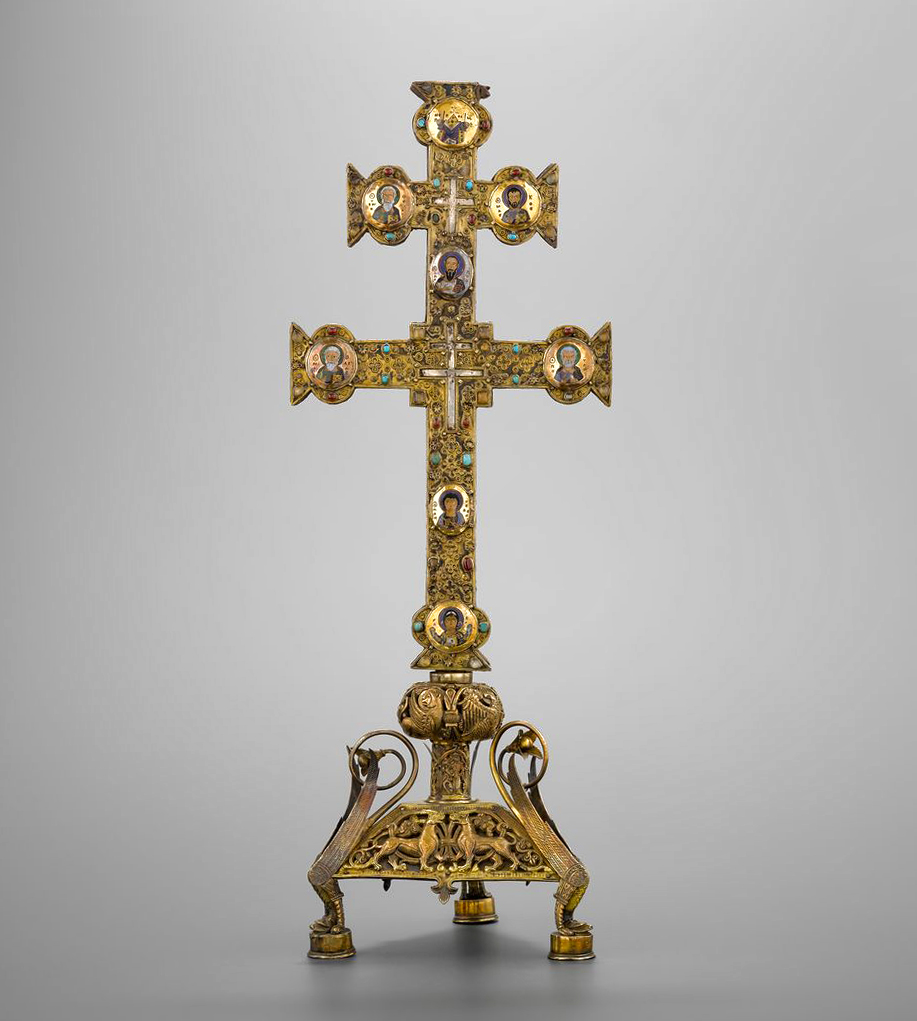
Reliekkruis van het Heilig Kruis (12e of 13e eeuw) van de kerkschat van Oignies
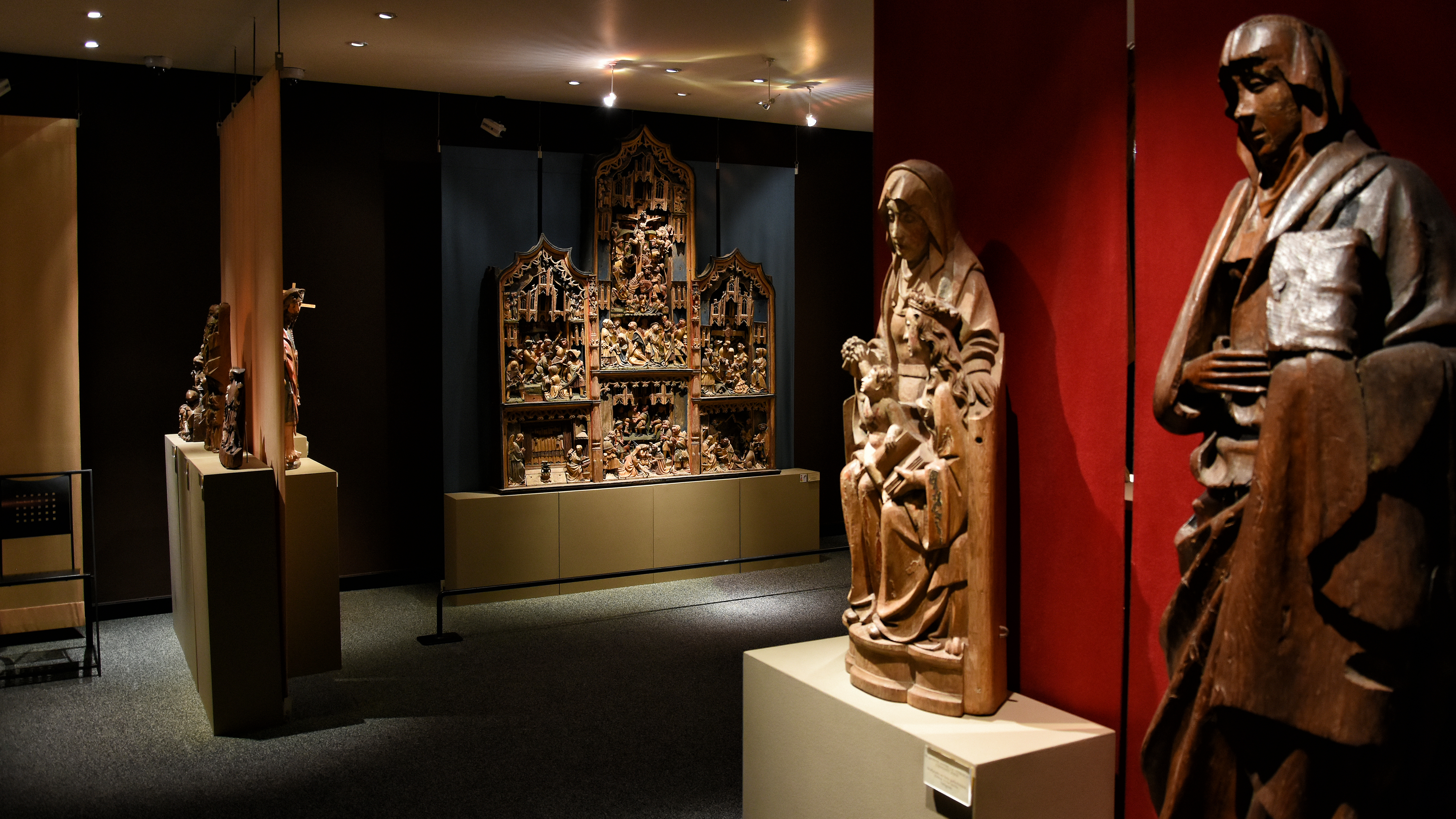
Een van de zalen van het museum

## Bron
- TreM.a Kunstschatten uit de middeleeuwen en de renaissance - Tekst Marie-France Rousseau Vertaling Patrick Lennon